# Lukáš Hejda
Lukáš Hejda (Bílovec, 9 de marzo de 1990) es un futbolista checo que juega en la demarcación de defensa para el F. C. Viktoria Plzeň de la Liga de Fútbol de la República Checa.

## Selección nacional
Tras jugar en la selección de fútbol sub-16 de República Checa, la sub-17, la sub-18, la sub-19 y la sub-21, finalmente hizo su con la selección absoluta el 3 de junio de 2014 en un encuentro amistoso contra Austria que finalizó con un resultado de 1-2 a favor del combinado austriaco tras los goles de Tomáš Hořava para la República Checa, y de Marcel Sabitzer y Julian Baumgartlinger para Austria.

## Clubes
| Club                      | País            | Año       | Partidos | Goles |
| ------------------------- | --------------- | --------- | -------- | ----- |
| Sparta de Praga           | República Checa | 2009-2010 | 22       | 0     |
| F. K. Jablonec (cedido)   | República Checa | 2011      | 6        | 0     |
| 1. F. K. Příbram (cedido) | República Checa | 2011-2012 | 19       | 2     |
| F. C. Viktoria Plzeň      | República Checa | 2012-     | 376      | 32    |

## Palmarés

### Títulos nacionales
| Título                               | Club                 | País            | Año  |
| ------------------------------------ | -------------------- | --------------- | ---- |
| Liga de Fútbol de la República Checa | Sparta de Praga      | República Checa | 2010 |
| Supercopa de la República Checa      | Sparta de Praga      | República Checa | 2010 |
| Liga de Fútbol de la República Checa | F. C. Viktoria Plzeň | República Checa | 2013 |
| Liga de Fútbol de la República Checa | F. C. Viktoria Plzeň | República Checa | 2015 |
| Supercopa de la República Checa      | F. C. Viktoria Plzeň | República Checa | 2015 |
| Liga de Fútbol de la República Checa | F. C. Viktoria Plzeň | República Checa | 2016 |
| Liga de Fútbol de la República Checa | F. C. Viktoria Plzeň | República Checa | 2018 |
| Liga de Fútbol de la República Checa | F. C. Viktoria Plzeň | República Checa | 2022 |